# University of Northern Iowa Women's Volleyball
La University of Northern Iowa Women's Volleyball è la squadra pallavolo femminile appartenente alla University of Northern Iowa, con sede a Cedar Falls (Iowa): milita nella Missouri Valley Conference della NCAA Division I.

## Storia
Il programma di pallavolo femminile della University of Northern Iowa viene fondato nel 1975. La prima allenatrice della squadra è Sharon Huddleston, che resta in carica per un triennio, dopo la quale arriva Carol Gruber, anch'essa al timone delle Panthers per tre anni. Nel 1981 il timone del programma viene affidato a Iradge Ahrabi-Fard: sotto la sua guida, durata quasi trent'anni, il programma conquista otto volte il titolo della Missouri Valley Conference, centrando le prime partecipazioni al torneo di NCAA Division I, nel quale si spinge fino alle Sweet Sixteen nel 1999. 
Nel 2001 Bobbi Petersen viene incaricata come nuova allenatrice delle Panthers, continuando a collezionare titoli di conference e centrare qualificazioni alla post-season, raggiungendo in altre due occasioni le Sweet Sixteen, nel 2001 e nel 2002.

## Record
| Piazzamento          |    | Edizione |
| -------------------- | -- | --- |
| Tornei NCAA          | 26 | Sweet Sixteen: 3 1999, 2001, 2002 |
| Tornei NCAA          | 26 | Secondo turno: 11 1994, 1995, 2000, 2003, 2006, 2009, 2011, 2012, 2017, 2022 2024                                                                     |
| Tornei NCAA          | 26 | Primo turno: 12 1986, 1987, 1991, 1998, 2007, 2008, 2010, 2015, 2016, 2018, 2019, 2023                                                                |
| Titoli di conference | 20 | Missouri Valley Conference: 20 1986, 1987, 1991, 1994, 1995, 1998, 1999, 2000, 2001, 2002, 2003, 2006, 2007, 2009, 2010, 2011, 2018, 2022, 2023, 2024 |

## Conference
- Missouri Valley Conference[1]: 1982-

## National Coach of the Year
- Iradge-Ahrabi Fard (1999)
- Bobbi Peterson (2002)

## All-America

### Second Team
- Shannon Perry (1999)
- Bre Payton (2010, 2011)

### Third Team
- Molly O’Brien (2002)
- Ellie Blakenship (2010)

## Allenatori
- Sharon Huddleston: 1975-1977
- Carol Gruber: 1978-1980
- Iradge Ahrabi-Fard: 1981-1996
- Bobbi Petersen[2]: 1997
- Iradge Ahrabi-Fard: 1998-2000
- Bobbi Petersen: 2001-